# Václav Poštolka
Václav Poštolka (13. září 1948, Chomutov – 17. dubna 2009, Liberec) byl český geograf, vysokoškolský pedagog a člen České geografické společnosti. Byl absolventem Univerzity Karlovy v Praze.

## Odborná kariéra
Zasloužil se o založení liberecké pobočky České geografické společnosti. V roce 1997 založil katedru geografie na Pedagogické fakultě TUL (v dnešní době se jedná o Přírodovědně-humanitní a pedagogickou fakultu) v Liberci, kterou do své smrti vedl. Byl členem Národního komitétu geografického, prestižní instituce české geografie. Stál za zrodem mimořádně úspěšné výroční konference ČGS jménem Geografické dny Liberec, v srpnu 2008. Velmi aktivně usiloval o lepší postavení geografie a všech jejích oborů v systému věd i ve společnosti. Specializoval se na aplikovanou geografii. Byl dlouholetým členem redakční rady geografie Sborníku České geografické společnosti. Byl velkým znalcem severních Čech a bojovníkem za ochranu Krušných hor a za vylepšení jejich životního prostředí. Usiloval o navržení Krušných hor do světového dědictví UNESCO.

## Vybrané tituly
- Prezentace Životní prostředí pro přírodní vědy
- GEODNY LIBEREC 2008, Sborník příspěvků
- Územně analytické podklady v praxi
- KRUŠNO-HOŘÍ, K památce Václava Poštolky